# چیزهای عجیب (موسیقی متن)
چیزهای عجیب یک سریال اینترنتی آمریکایی، در سبک علمی تخیلی و وحشت روانشناختی است که توسط برادران دافر ساخته شده‌است. موسیقی متن اصلی این سریال در هر سه فصل توسط مایکل استاین و کایل دیکسون ساخته شده‌است. دیکسون و استاین پایه گذران گروه موسیقی بازمانده هستند. بازمانده نام یک گروه در سبک موسیقی الکترونیک است که در سال ۲۰۰۹ شکل گرفت و دیکسون و استاین از اعضای اصلی آن محسوب می‌شود. تخصص این دو نفر در استفاده از سینث‌سایزر و ترکیب صدا و آواهای مختلف است. برادران دافر که از طرفداران گروه بازمانده بودند و از جنس موسیقی آن‌ها خوششان می‌آمد، به سراغ دیکسون و استاین رفتند و از آن‌ها خواستند تا موسیقی متن سریال چیزهای عجیب را بسازند.
برادران دافر به دیکسون و استاین گفته بودند که سریال چیزهای عجیب قرار است عرض ارادتی به فیلم‌ها و سریال‌های فانتزی و علمی تخیلی دهه هشتاد باشد و برای همین موسیقی باید در همان حال و هوا باشند. دیکسون و استاین نیز از بسیاری آهنگ سازان مشهور دهه هشتاد همچون ونگلیس، تنجرین دریم و ژان میشل ژار برای ساخت موسیقی سریال الهام گرفتند. موسیقی سریال چیزهای عجیب با استقبال بسیار بالایی از سوی مخاطبین و منتقدان همراه شد. دیکسون و استاین برای ساخت موسیقی سریال نامزد دریافت جایزه جایزه امی شدند و این افتخار را پنجاه و نهمین مراسم جایزه گرمی را نیز تکرار کردند.

## پیش زمینه
برادران دافر که خالق سریال چیزهای عجیب محسوب می‌شوند، از طرفداران استاین و دیکسون و گروه موسیقی آن‌ها بودند و پیش تر از قطعه «غرق شدن» که از ساخته‌های دیکسون و استاین است، برای ساخت یکی از پیش نمایش‌های سریال استفاده کرده بودند.وقتی نت‌فلیکس برای ساخت سریال به برادران دافر چراغ سبز نشان داد، آن‌ها با دیکسون و استاین تماس گرفتند تا ببینند هنوز مشغول به کار هستند یا خیر، زیرا مدتی بود که گروه بازمانده فعالیتی نداشته بود. در ژوئیه ۲۰۱۵، دیکسون و استاین به همراه گروه خود نزد برادران دافر رفتند و ده قطعه موسیقی برای آن‌ها اجرا کردند. برادران دافر آنقدر از جنس موسیقی راضی بودند که از آن‌ها خواستند بعضی از آن آهنگ‌ها را بازسازی کرده و عناصر موسیقی دهه هشتاد را به آن اضافه کنند.کایل و دیکسون نیز دست به کار شدند. آن‌ها چند قطعه قدیمی خود را برایشان از نظر شخصی بسیار مهم بود را دوباره بازسازی کردند و سعی کردند حال و هوای داستانی و شخصیت‌های سریال را به آن اضافه کنند.از آن جا که دیکسون و استاین جزو اولین نفرات گروه بودند که به پروژه اضافه شدند، نسخه آزمایشی موسیقی آن‌ها خیلی زود آماده شد و از آن در تست بازیگری بعضی از بازیگران نیز استفاده شدند تا افراد بهتر بتوانند حس صحنه را درک کنند.

## درون مایه
دیکسون و استاین می‌خواستند بین قطعه‌های ترسناک و احساسی سریال نوعی توازن وجود داشته باشد. آن‌ها به بسیاری از کارهای موسیقی‌دانان و آهنگسازان دهه هشتاد همچون فابیو فریتزی، جورجو مورودر، جان کارپنتر، ونگلیس، ژان میشل ژار گوش دادند تا بتوانند از آن الهام بگیرند. همچنین آهنگ ساخته شده توسط گروه‌های موسیقی همچون تنجرین دریم و گابلین نیز مورد بررسی قرار گرفت. تم اصلی سریال که در تیتراژ ابتدایی نیز به گوش می‌رسد بر اساس یکی از آهنگ‌های قدیمی خود استاین ساخته شد.استاین مدت‌ها پیش‌آهنگی ساخته بود که آن را منتشر نکرده و از آن هیچ استفاده هم نکرده بود. او نسخه انحصاری آهنگ را پیدا کرد و تصمیم گرفت آن را به روز کند. استاین و دیکسون عقیده داشتند این قطعه در صورت به روز شدن بهترین گزینه برای تیتراژ آغازین سریال است زیرا به خوبی حال و هوایی که برادران دافر دنبالش بودند را در خود داشت.دیکسون به نوازنده‌های خود گفته بود که می‌خواهد این قطعه نسبت به نسخه آزمایشی، «بزرگتر»، «گسترده‌تر» و «عظیم تر» باشد و همچنین نقاط اوج بیش تری نیز داشته باشد. قطعه اصلی با استفاده از ابزار مختلف سینث‌سایزر همچون پرافت ۵ و ملوترون ساخته شد. بعد از کار ضبط، دیکسون و استاین کار فیلترسازی آهنگ را شروع کردند تا بتوانند هرچه بیش تر به جنس موسیقی دهه هشتاد نزدیک شوند.

## بازخوردها
وقتی فصل اول سریال منتشر شد، منتقدان از موسیقی سریال به عنوان یکی از مهم‌ترین نقاط قوت آن نام بردند. توجه رسانه‌ها و مردم به مایکل استاین و کایل دیکسون جلب شد و نام این دو و گروهشان را بر روی زبان‌ها انداخت. قطعه‌های ساخته شده توسط این دو و خصوص تم اصلی سریال آنقدر همه گیر شد که بسیاری از گروه‌های موسیقی همچون بلینک-۱۸۲ در تولیدات خود از آن استفاده کردند. همچنین بعضی از طرفداران سریال همچون تیلور دیویس، تم اصلی سریال را بازسازی و در یوتیوب پخش کردند که بازخوردهای بسیاری مثبتی نیز به همراه داشت.کایل دیکسون و مایکل استاین به خاطر ساخت موسیقی تیتراژ سریال برنده بهترین موسیقی تیتراژ اول در ۶۹امین دوره جوایز امی ساعات پربیننده شدند.

## انتشار
کایل دیکسون و مایکل استاین تاکنون سه آلبوم رسمی برای سریال چیزهای عجیب عرضه کرده‌اند. آلبوم فصل اول به خاطر حجم زیاد قطعات در دو جلد عرضه شد.

## فصل اول
دیکسون و استاین در مجموع ۷۵ قطعه برای فصل اول سریال ساختند. به علت زیاد بودن قطعه‌های سریال، آلبوم موسیقی فصل اول در دو جلد عرضه شد. شرکت لیکشور رکوردز وظیفه پخش سراسری آلبوم‌ها برعهده داشت.انتشار دیجیتالی هردو جلد از آلبوم نیز در تاریخ‌های ۱۰ اوت و ۱۹ اوت ۲۰۱۶ منتشر شد. نسخه‌های محدود هر دو آلبوم نیز به ترتیب در تاریخ ۱۶ و ۲۳ سپتامبر ۲۰۱۶ در دسترس قرار گرفتند.نسخه فیزیکی و بسته‌بندی آلبوم در ژوئیه ۲۰۱۷ منتشر شد.همچنین یک نسخه از آلبوم به صورت نوار کاست و به صورت انحصاری توسط شرکت اوربان اوت فیترز در دسترس علاقه‌مندان قرار گرفت. نسخه کاست حاوی دارای یک پوشش مقوایی شبیه به نوارهای وی‌اچ‌اس بود تا بتواند حس و حال دهه هشتاد را در خود داشته باشد.
کایل دیکسون و مایکل استاین برای ساخت هرد دو آلبوم به صورت جداگانه نامزد دریافت جایزه گرمی شدند اما نتوانستند آن را به دست آورند.

### قطعه‌ها
| چیزهای عجیب. جلد اول | چیزهای عجیب. جلد اول            | چیزهای عجیب. جلد اول |
| شماره                | نام                             | مدت                  |
| -------------------- | ------------------------------- | -------------------- |
| ۱.                   | «چیزهای عجیب»                   | ۱:۰۷                 |
| ۲.                   | «بچه‌ها»                         | ۲:۳۸                 |
| ۳.                   | «نانسی و بارب»                  | ۱:۰۵                 |
| ۴.                   | «این تو نیستی»                  | ۲:۲۳                 |
| ۵.                   | «پسر تنبل»                      | ۱:۳۴                 |
| ۶.                   | «دوستی»                         | ۱:۱۲                 |
| ۷.                   | «الون»                          | ۳:۱۴                 |
| ۸.                   | «یک بوسه»                       | ۱:۲۵                 |
| ۹.                   | «قلعه بایرز»                    | ۲:۴۷                 |
| ۱۰.                  | «هاوکینز»                       | ۵:۰۰                 |
| ۱۱.                  | «دنیای وارونه»                  | ۵:۰۷                 |
| ۱۲.                  | «بعد از سارا»                   | ۱:۲۵                 |
| ۱۳.                  | «برای «آره» چشمک بزن»           | ۱:۴۶                 |
| ۱۴.                  | «عکس‌ها در جنگل»                 | ۴:۳۲                 |
| ۱۵.                  | «خون تازه»                      | ۱:۱۶                 |
| ۱۶.                  | «لامپ‌ها»                        | ۱:۱۵                 |
| ۱۷.                  | «هذیان»                         | ۱:۳۶                 |
| ۱۸.                  | «آویختن چراغ‌ها»                 | ۱:۳۳                 |
| ۱۹.                  | «دوچرخه سواری تا مدرسه»         | ۰:۴۴                 |
| ۲۰.                  | «تو مطمئنی؟»                    | ۲:۲۶                 |
| ۲۱.                  | «مامورها»                       | ۰:۵۰                 |
| ۲۲.                  | «پاپا»                          | ۱:۲۷                 |
| ۲۳.                  | «پلیس‌ها تو پیدا کردن حرف ندارن» | ۱:۰۸                 |
| ۲۴.                  | «بدون سلاح»                     | ۳:۲۴                 |
| ۲۵.                  | «پیاده‌روی تا دنیای وارونه»      | ۱:۱۹                 |
| ۲۶.                  | «او تو را خواهد کشت»            | ۲:۰۵                 |
| ۲۷.                  | «فرار»                          | ۱:۴۷                 |
| ۲۸.                  | «بدون کالبدشکافی»               | ۱:۰۳                 |
| ۲۹.                  | «مخابره»                        | ۰:۴۱                 |
| ۳۰.                  | «دعوای جویس و لانی»             | ۱:۰۲                 |
| ۳۱.                  | «چراغ خاموش»                    | ۱:۰۴                 |
| ۳۲.                  | «لباس خطرناک»                   | ۱:۴۳                 |
| ۳۳.                  | «از نظر تئوری»                  | ۱:۳۳                 |
| ۳۴.                  | «تو نمی تونی با من حرف بزنی»    | ۰:۵۳                 |
| ۳۵.                  | «دیگه باید چیکار کنم؟»          | ۱:۵۹                 |
| ۳۶.                  | «آزمایشگاه هاوکینز»             | ۲:۳۷                 |

### جدول فروش
بر اساس آماری که نیلسن ساونداسکن منتشر کرد، آلبوم فصل اول سریال چیزهای عجیب در هفته اول نزدیک به ۱۴۰۰۰ نسخه فروش داشته‌است که آماری بسیار موفقیت‌آمیز محسوب می‌شود.
| جدول آلبوم‌های پرفروش (۲۰۱۶)           | مرتب سازی |
| ------------------------------------- | --------- |
| جدول آلبوم‌های پرفروش کانادا (بیلبورد) | ۶۱        |
| آمریکا، بیلبورد بیلبورد ۲۰۰           | ۲۴        |
| آمریکا، جدول آلبوم‌های مستقل (بیلبورد) | ۲         |
| آمریکا، جدول بیلبورد (بیلبورد)        | ۲         |

| چیزهای عجیب. جلد دوم | چیزهای عجیب. جلد دوم        | چیزهای عجیب. جلد دوم |
| شماره                | نام                         | مدت                  |
| -------------------- | --------------------------- | -------------------- |
| ۱.                   | «حرکت پنهانی هاپر»          | ۱:۳۸                 |
| ۲.                   | «من می دونم چی دیدم»        | ۲:۴۳                 |
| ۳.                   | «بازکردن استخر»             | ۱:۱۲                 |
| ۴.                   | «تمام»                      | ۱:۳۸                 |
| ۵.                   | «آماده شدن»                 | ۱:۵۷                 |
| ۶.                   | «سوسو زدن»                  | ۰:۴۶                 |
| ۷.                   | «نخستین بوسه»               | ۱:۴۶                 |
| ۸.                   | «گریه کردن»                 | ۱:۱۶                 |
| ۹.                   | «قدم زدن در پایین»          | ۰:۵۴                 |
| ۱۰.                  | «بارب کجاست؟»               | ۱:۵۷                 |
| ۱۱.                  | «سخن شیطان»                 | ۲:۴۹                 |
| ۱۲.                  | «خطر خطر»                   | ۲:۵۷                 |
| ۱۳.                  | «مصیبت‌ها»                   | ۱:۱۳                 |
| ۱۴.                  | «گذشته»                     | ۱:۳۷                 |
| ۱۵.                  | «دو بچه»                    | ۲:۵۶                 |
| ۱۶.                  | «صحبت کردن تا استرالیا»     | ۱:۰۰                 |
| ۱۷.                  | «شب هفتم»                   | ۱:۳۵                 |
| ۱۸.                  | «بارونی دیدی؟»              | ۰:۴۱                 |
| ۱۹.                  | «قهوه و فکر کردن»           | ۱:۱۲                 |
| ۲۰.                  | «داخل اتاق سیاه»            | ۱:۲۷                 |
| ۲۱.                  | «آغاز باران»                | ۱:۳۳                 |
| ۲۲.                  | «الون رفته‌است»              | ۱:۵۴                 |
| ۲۳.                  | «زمانی برای ۱۸۷»            | ۰:۵۷                 |
| ۲۴.                  | «چیزی در خانه است»          | ۲:۰۸                 |
| ۲۵.                  | «هنوز زیبا»                 | ۱:۵۰                 |
| ۲۶.                  | «توانایی‌ها»                 | ۱:۳۲                 |
| ۲۷.                  | «تمساح»                     | ۰:۲۶                 |
| ۲۸.                  | «اونا ما رو پیدا کردند»     | ۳:۰۰                 |
| ۲۹.                  | «آدم‌های بد»                 | ۱:۰۶                 |
| ۳۰.                  | «خفاش طوسی»                 | ۱:۱۷                 |
| ۳۱.                  | «ارتباط برقرار کردن»        | ۲:۰۱                 |
| ۳۲.                  | «چی میدونی؟»                | ۱:۵۴                 |
| ۳۳.                  | «این پسر من نیست»           | ۲:۰۷                 |
| ۳۴.                  | «چیزی درون دیوار»           | ۱:۳۵                 |
| ۳۵.                  | «برو»                       | ۰:۳۸                 |
| ۳۶.                  | «پرش صادقانه»               | ۳:۳۰                 |
| ۳۷.                  | «تحت تعقیب»                 | ۲:۱۷                 |
| ۳۸.                  | «شکستن و داخل شدن»          | ۴:۵۲                 |
| ۳۹.                  | «چیزهای عجیب» (نسخه گسترده) | ۵:۲۵                 |

## فصل دوم
موفقیت‌های فصل اول؛ باعث شد تا دیکسون و استاین دوباره برای فصل دوم دعوت به همکاری شوند. نخستین قطعه این آلبوم با نام "پیاده‌روی در هاوکینز" به عنوان پیش‌درآمد در تاریخ ۱۲ اکتبر ۲۰۱۷ منتشر شد. آلبوم موسیقی فصل دوم با عنوان "چیزهای عجیب ۲" به صورت رسمی در تاریخ ۲۰ اکتبر ۲۰۱۷ به صورت اینترنتی پیش فروش و منتشر شد. دیکسون در طی مصاحبه ای اعلام کرد که موسیقی این فصل سنگین‌تر و ترسناک‌تر از فصل قبل است. آلبوم موسیقی فصل دوم شامل ۳۴ قطعه می‌باشد.همچون دو آلبوم قبلی؛ این آلبوم نیز به صورت نسخه فیزیکی؛ دیسک فشرده و نوار کاست منتشر شد.دیکسون و استاین اعلام کردند که در این فصل به دنبال تجربه ای جدید بوده‌اند: «ما سعی کردیم از عناصر جدید استفاده کنیم و این کار لازم و ضروری بود. چون داستان فصل اول نسبت به فصل دوم از هر نظر بزرگتر و ترسناک تر بود و ما هم باید به همین اندازه تغییر می‌کردیم.» البته به گفته استاین آن‌ها سعی کردند تا بافت اصلی موسیقی خود را حفظ کنند: «نمی‌توانستیم موسیقی‌های فصل اول را به کل بی خیال شویم زیرا فصل دوم با فصل اول ارتباط زیادی داشت. برای همین سعی کردیم همان فضا را خلق و آن را گسترش دهیم.»

### قطعه‌ها
| چیزهای عجیب ۲ | چیزهای عجیب ۲               | چیزهای عجیب ۲ |
| شماره         | نام                         | مدت           |
| ------------- | --------------------------- | ------------- |
| ۱.            | «پیاده‌روی در هاوکینز»       | ۲:۳۶          |
| ۲.            | «خانه»                      | ۱:۵۰          |
| ۳.            | «حکایت»                     | ۳:۴۰          |
| ۴.            | «در اتوبوس»                 | ۲:۰۴          |
| ۵.            | «با احتیاط»                 | ۱:۳۴          |
| ۶.            | «هشت پانزده»                | ۱:۲۵          |
| ۷.            | «نخستین دروغ»               | ۱:۱۴          |
| ۸.            | «زخم‌ها»                     | ۱:۴۳          |
| ۹.            | «می‌توانم آن‌ها را نجات بدهم» | ۱:۵۴          |
| ۱۰.           | «افتادن در شکاف»            | ۱:۲۶          |
| ۱۱.           | «شیکاگو»                    | ۲:۵۴          |
| ۱۲.           | «پیدا کردن راه خروج»        | ۱:۳۷          |
| ۱۳.           | «تولد / نجات»               | ۳:۲۱          |
| ۱۴.           | «در جنگل»                   | ۰:۵۴          |
| ۱۵.           | «کندن»                      | ۱:۰۶          |
| ۱۶.           | «نشانه‌ها»                   | ۳:۳۹          |
| ۱۷.           | «اگو در برف»                | ۱:۰۱          |
| ۱۸.           | «سربازان»                   | ۲:۱۰          |
| ۱۹.           | «انتخاب‌ها»                  | ۲:۰۱          |
| ۲۰.           | «هرگز نگو»                  | ۱:۵۳          |
| ۲۱.           | «از من خواست پیدایش کنم»    | ۲:۲۷          |
| ۲۲.           | «نباید دروغ بگی»            | ۲:۵۶          |
| ۲۳.           | «تله»                       | ۲:۵۷          |
| ۲۴.           | «گهواره»                    | ۲:۲۷          |
| ۲۵.           | «بازگشت»                    | ۳:۲۱          |
| ۲۶.           | «فرار»                      | ۱:۴۲          |
| ۲۷.           | «امشب بیرون خواهیم رفت»     | ۲:۱۵          |
| ۲۸.           | «نقاط اتصال»                | ۱:۲۰          |
| ۲۹.           | «هاب»                       | ۳:۵۵          |
| ۳۰.           | «لبه»                       | ۱:۱۷          |
| ۳۱.           | «دیگر چه چیزی دیدی؟»        | ۱:۲۳          |
| ۳۲.           | «فرار»                      | ۱:۲۰          |
| ۳۳.           | «تخریب»                     | ۲:۰۸          |
| ۳۴.           | «ادامه دارد»                | ۲:۰۸          |

## فصل سوم
موسیقی فصل سوم چیزهای عجیب در تاریخ ۲۸ ژوئن ۲۰۱۹ منتشر شد.

### قطعه‌ها
| شماره      | نام                               | مدت     |
| ---------- | --------------------------------- | ------- |
| ۱.         | «پسرها و دخترها»                  | ۱:۴۹    |
| ۲.         | «من نیز هدیه‌ها را دوست دارم»      | ۱:۲۶    |
| ۳.         | «استارکورت»                       | ۳:۰۴    |
| ۴.         | «فاصله تو را دیوانه خواهد کرد»    | ۱:۰۶    |
| ۵.         | «باید به من اعتماد کنی»           | ۱:۲۱    |
| ۶.         | «تو یک مبارز هستی»                | ۴:۲۰    |
| ۷.         | «سقف زیبا است»                    | ۲:۵۱    |
| ۸.         | «نخستین باری که تو را دوست داشتم» | ۲:۲۶    |
| ۹.         | «موش‌ها»                           | ۴:۳۵    |
| ۱۰.        | «با او جه کار کردی؟»              | ۲:۰۷    |
| ۱۱.        | «منبع را پیدا کن»                 | ۱:۱۸    |
| ۱۲.        | «غذای گربه نقره‌ای»                | ۱:۱۱    |
| ۱۳.        | «هدرها»                           | ۱:۳۸    |
| ۱۴.        | «ویلیام»                          | ۲:۱۱    |
| ۱۵.        | «خراب کردن قلعه»                  | ۱:۴۸    |
| ۱۶.        | «به سوی خلأ»                      | ۱:۲۹    |
| ۱۷.        | «تمی»                             | ۳:۰۱    |
| ۱۸.        | «میرکوود»                         | ۲:۳۸    |
| ۱۹.        | «مته دروازه»                      | ۱:۴۷    |
| ۲۰.        | «جیغ‌های شاد»                      | ۱:۲۵    |
| ۲۱.        | «ویرانه»                          | ۲:۰۲    |
| ۲۲.        | «فقط یخ است»                      | ۴:۰۴    |
| ۲۳.        | «در باز است»                      | ۱:۱۹    |
| ۲۴.        | «ثابت»                            | ۱:۱۹    |
| ۲۵.        | «او به خانه رفته است»             | ۰:۳۸    |
| ۲۶.        | «هفت سانتی متر»                   | ۱:۵۴    |
| ۲۷.        | «هفته طولانی»                     | ۲:۱۰    |
| ۲۸.        | «آزمایش سونت»                     | ۰:۵۹    |
| ۲۹.        | «شش حقیقت»                        | ۲:۰۳    |
| ۳۰.        | «درخت‌ها تکان می‌خورند»             | ۱:۱۵    |
| ۳۱.        | «دنبال رد آن‌ها»                   | ۰:۴۲    |
| ۳۲.        | «غذای چینی نیست»                  | ۱:۴۹    |
| ۳۳.        | «طرح‌ها»                           | ۲:۱۰    |
| ۳۴.        | «اسناد زمین»                      | ۱:۰۸    |
| ۳۵.        | «دیگر بچه نیستیم»                 | ۰:۵۲    |
| ۳۶.        | «کد قرمز»                         | ۲:۰۳    |
| ۳۷.        | «احساس امن»                       | ۲:۱۸    |
| ۳۸.        | «او اینجا است»                    | ۲:۳۵    |
| ۳۹.        | «اسکوپز تروپ»                     | ۱:۴۵    |
| ۴۰.        | «ما یکدیگر را نمی‌فهمیم»           | ۲:۴۷    |
| ۴۱.        | «عواقب»                           | ۳:۰۵    |
| مجموع مدت: | مجموع مدت:                        | ۱:۲۲:۰۵ |

## واژه‌نامه
1. ↑  Michael Stein
2. ↑  Kyle Dixon
3. ↑  Survive
4. ↑  Prophet-5
5. ↑  Mellotron
6. ↑  Lakeshore Records
7. ↑  Urban Outfitters
8. ↑  Nielsen SoundScan